# 하치 이야기 (1987년 영화)
하치 이야기(ハチ公物語, Hachikō Monogatari)는 일본에서 제작된 코야마 세이지로 감독의 1987년 가족, 드라마 영화이다. 하루카와 마스미 등이 주연으로 출연하였고 나베시마 히사오 등이 제작에 참여하였다.

## 출연

### 주연
- 하루카와 마스미
- 이가와 히사시
- 이시쿠라 사부로

### 조연
- 이시노 마코
- 이즈미야 시게루
- 카타기리 하이리
- 카토 토키코
- 카토 요시

## 제작진
- 녹음: 베니타니 켄이치